# Reginald Puhl
Reginald Puhl (* 5. Juli 1931 in Hamburg, Deutschland; † Mai 2017) war ein deutscher Filmproduzent, Filmregisseur und Drehbuchautor.

## Leben und Wirken
Puhl war angeblich bereits im Alter von vier Jahren als Konzertpianist aufgetreten, ehe er sich als junger Erwachsener dem Film zuwandte und seine Produzententätigkeit 21-jährig startete. Mit seiner kleinen, in der Hamburger Isestraße ansässigen Produktionsfirma Reginald Puhl-Filmproduktion begann er kurze Dokumentarfilme über seine Heimatstadt herzustellen. Diese zwischen 300 und 350 Meter kurzen Streifen, die Titel wie Zwischenstation Hamburg und Die Alster, Perle der Großstadt trugen, wurden auch von Reginald Puhl inszeniert. Puhls Auftraggeber in dieser Frühzeit waren Firmen wie die HEW, der Otto Versand und die Hamburger Hochbahn. Das Regiehandwerk hatte er zuvor von dem zu dieser Zeit in den Hamburger Real-Studios in Hamburg-Tonndorf tätigen Spielfilmveteran Géza von Cziffra erlernt.
Puhl blieb dem Dokumentarfilm das gesamte Restjahrzehnt treu und unternahm erst in den 1960er Jahren zaghafte Versuche, auch im Spielfilm einzusteigen. Als gegen Ende der 60er Jahre im Zuge der Oswalt-Kolle-Filme sich das Genre des Sexfilms etablierte, hatte Puhl bereits Jahre zuvor mit seinem ersten abendfüllenden Dokumentarfilm Was Männer nicht wissen müssen selbst einen (wenig beachteten) Versuch in diese Richtung unternommen. Wie es in „Die deutschen Filme 1963/64“ heißt, gewährt der mit einigen nackten Tatsachen aufwartende und erneut von Puhl inszenierte, pseudodokumentarische Film „einen Blick in die Intimsphäre der Frau“.
Bei Puhl-Produktionen, die nicht nur nackte Haut, sondern auch sexuelle Handlungen aufweisen sollten, hatte der Filmhersteller mehrfach mit Zensurvorgaben zu kämpfen, wie aus einem Schreiben des stellvertretenden Vorsitzenden der FSK vom 21. August 1968 anlässlich der Präsentation von Puhls erstem klassischen „Aufklärungsfilm“ Du – Zwischenzeichen der Sexualität hervorgeht. Diese 650.000 DM teure Puhl-Produktion wurde von Wolfgang Hochheimer wissenschaftlich begleitet und kommentiert und erregte dank nachgestellter Szenen aus dem Bordell und einer weiblichen Masturbation bei seiner Uraufführung einen Skandal, auch wenn die bürgerliche Presse dem Film ansonsten „Sachlichkeit“ (so die FAZ) und „Redlichkeit“ (so Die Zeit) attestierte. Der große kommerzielle Erfolg dieses Streifens im Fahrwasser der Sexfilmwelle ermögliche Puhl vorübergehend, neben weiteren Dokumentarfilmen auch Kinofilme mit Spielhandlung zu produzieren. Doch keiner dieser zum Teil prominent besetzten und von altgedienten Regieprofis wie Alfred Weidenmann und Arthur Maria Rabenalt inszenierten Streifen war ein Kassenhit. Einige wenige Versuche Puhls, mit seiner bevorzugten Darstellerin und Lebensgefährtin, der Australierin Janie Murray, Spielfilme unter eigener Regie zu drehen, wurden kaum zur Kenntnis genommen oder mit viel Häme begleitet. So hieß es über Love Affair, der Film sei eine „fade Groschenheftgeschichte“ und über Sarah, dies sei ein „indiskutabler Film“.
In späteren Jahren hatte Reginald Puhl mit finanziellen Problemen zu kämpfen und versuchte retrospektiv, seine Vergangenheit als „Sexfilmer“ erneut in klingende Münze umzuwandeln („Hurra, wir werden aufgeklärt“). Als Geschäftsführer der sowohl in Hamburg als auch in Beverly Hills (Kalifornien) ansässigen Produktionsfirma Nova Entertainment musste er 1998 den Offenbarungseid ablegen, die Presse sprach von einem Schuldenberg von 461.766 DM. Gut 10 Jahre darauf unternahm Puhl mit der Erstellung einer DVD-Kompilation zu seinen Sexfilmausflügen unter dem Titel „Sexy Sixties“ einen erneuten Versuch, von längst vergangenen Kassenerfolgen zu profitieren. Kurz zuvor, zu Beginn des neuen Jahrtausends, hatte sich Puhl mit seiner Produktionsfirma Kalima Productions GmbH & Co. KG mit mäßigen Resultaten kurzzeitig an der Herstellung (Co-Finanzierung bzw. Co-Produktion) von einigen Hollywood-Produktionen wie Die Bourne Identität, Spy Game – Der finale Countdown, The Scorpion King und Im Zeichen der Libelle beteiligt. Spätere Projekte, etwa einen Film über das Leben von James Last oder einen Film über das Moorhuhn-Videospiel herzustellen, kamen über das Ankündigungsstadium nicht hinaus.
Reginald Puhl engagierte sich neben seinen Filmtätigkeiten auch immer wieder für den Tierschutz. 2006 stellte er im Auftrag des NDR eine Fernsehdokumentation unter dem Titel Ware Tier her, die 2007 für den Grimme-Preis nominiert wurde. Am 28. Januar 2008 vermeldete das Hamburger Abendblatt, dass sich Puhl für das Amt des Vorsitzenden des Hamburger Tierschutzvereins zur Verfügung stellen würde, nachdem der bisherige Vorsitzende Wolfgang Poggendorf wegen Unregelmäßigkeiten zurückgetreten war.
Reginald Puhl starb im Mai 2017 im Alter von 85 Jahren. Seine Produktionsfirma wurde am 20. September 2017 aus dem Handelsregister gelöscht.

## Filme
als Spielfilmproduzent, wenn nicht anders angegeben
- 1952: Zwischenstation Hamburg (Dokumentarkurzfilm, auch Regie)
- 1953: Die Alster, Perle der Großstadt (Dokumentarkurzfilm, auch Regie)
- 1954: Unsichtbare Kraft Elektrizität (Dokumentarkurzfilm, auch Regie)
- 1955: Hinter Schalter und Steckdose (Dokumentarkurzfilm, auch Regie)
- 1956: Abseits der großen Bahnen (Dokumentarkurzfilm)
- 1958: Das deutsche Wunder (Dokumentarkurzfilm, auch Regie)
- 1958: Hamburg – Bericht einer rastlosen Stadt (Dokumentarkurzfilm, auch Regie)
- 1959: Die stillen Gefährten (Dokumentarkurzfilm)
- 1963: Was Männer nicht wissen müssen (Dokumentarfilm, auch Regie)
- 1967: Im Glanze ihrer Kronen (Dokumentarfilm, auch Regie)
- 1968: Du – Zwischenzeichen der Sexualität (Dokumentarfilm)
- 1969: Freiheit für die Liebe (Dokumentarfilm)
- 1969: Ellenbogenspiele
- 1969: Unter den Dächern von St. Pauli
- 1970: Liebling, sei nicht albern
- 1970: Haie an Bord
- 1972: Die sexuellen Wünsche der Deutschen (Dokumentarfilm, auch Regie)
- 1973: Das darf doch nicht wahr sein! (auch Drehbuch und Regie)
- 1974: Love Affair
- 1976: Hitler – Der Weg zum Feldherrn / Siegen oder Sterben (Dokumentarfilm, auch Regie)
- 1986: Sarah (auch Drehbuch und Regie)
- 1989: Hurra, wir werden aufgeklärt! (Kompilationsfilm, auch Drehbuch, Regie und Schnitt)
- 2006: Ware Tier (Fernsehdokumentation)
- 2009: Sexy Sixties (DVD-Kompilationsfilm)